# 支倉町
支倉町（はせくらまち）は、宮城県仙台市青葉区の町丁。郵便番号は980-0824。人口は1810人、世帯数は1028世帯（2022年1月1日現在）。全域で住居表示を実施している。
ここでは、道路名および沿道の住所として江戸時代から使用された「支倉丁」、支倉橋によって繋がっていた「元支倉丁」、さらに支倉丁に通じる「支倉通」、そして昭和期の住居表示によって複数街区を指す町名となった「支倉町」について述べる。

## 概要
現在の「支倉町」は、仙台市都心部から見て北西に位置し、南側には広瀬川が流れている。北で星陵町、東で木町通、南東で春日町、南で桜ケ岡公園、南西で広瀬川を跨いで川内川前丁・川内澱橋通、西で広瀬町と接する。
東北大学病院の南側に隣接しているため、町内には多数の薬局や医学書専門の書店があり医院も多い。また、町内には仙台市交通局木町通駐車場があり、仙台市営バスの大半の始着点となっている。
明治期に島崎藤村が詩作を始めた地であり、戦後占領期に東北大学医学部に在学していた北杜夫が住んでいた地でもある。

## 歴史
| 江戸時代から住居表示実施前まで （道路名および沿道の住所として使用） | 江戸時代から住居表示実施前まで （道路名および沿道の住所として使用） | 江戸時代から住居表示実施前まで （道路名および沿道の住所として使用） | 江戸時代から住居表示実施前まで （道路名および沿道の住所として使用） | 住居表示実施後                  | 住居表示実施後 |
|                                                                     | 表記                                                                | 発音                                                                | 位置                                                                | 表記・発音                      | 概況 |
| ------------------------------------------------------------------- | ------------------------------------------------------------------- | ------------------------------------------------------------------- | ------------------------------------------------------------------- | ------------------------------- | --- |
| 広瀬川 （支倉橋） より北                                            | 支倉通                                                              | はせくらどおり                                                      | 最終的な北端～ 当初の北端～ 南端                                    | 支倉通 はせくらどおり           | 一部区間（Google マップ）を 歴史的町名（道路名）として使用                                                            |
| 広瀬川 （支倉橋） より北                                            | 支倉丁 支倉町                                                       | はせくらちょう （はせくらまち）                                     | Google マップ                                                       | 支倉町 はせくらまち             | 支倉丁を含む複数街区を 指す町名として使用                                                                             |
| 広瀬川 （支倉橋） より南                                            | 元支倉丁 本支倉丁 元支倉町 川内元支倉丁                             | もとはせくらちょう （もとはせくらまち） かわうちもとはせくらちょう  | Google マップ                                                       | －                              | 道路名・住所共に使用せず                                                                                              |
| 広瀬川 （支倉橋） より南                                            | －                                                                  | －                                                                  | －                                                                  | 川内元支倉 かわうちもとはせくら | 地下鉄東西線・川内駅の北側に広がる 川内公務員住宅や宮城県美術館 等がある街区の町名として使用 （地図 - Google マップ） |

江戸時代初期の仙台城の城下町において、広瀬川に架かっていた支倉橋は、南詰（北緯38度15分57.9秒 東経140度51分35.3秒 / 北緯38.266083度 東経140.859806度）から中州までの橋、さらに中州から北詰（北緯38度16分2秒 東経140度51分36.7秒 / 北緯38.26722度 東経140.860194度）までの橋の2つの橋で成り立っていた。南詰（標高約33m）のある右岸側は標高が低い河岸段丘の仙台下町段丘であり、南詰から仙台城方面に延びる道路は後に「元支倉丁」と呼ばれ、沿道の町名ともなった（支倉橋があった当時の名称は不明）。一方、北詰（標高約30m）がある左岸側は標高が高い仙台中町段丘との間に段丘崖があり、北詰から小さな滝沿いにつづら折れの道を上ると、段丘崖上（標高約48m）には南西に凸の弧状に「支倉丁」（はせくらちょう）と呼ばれる道路が通り、同様に沿道の町名ともなっていた。
元禄7年8月3日（グレゴリオ暦：1694年9月21日）の大水で支倉橋は流失し、再建されることなく上流側に澱橋が架けられた。そのため、「元支倉丁」と「支倉丁」とは直接往来出来なくなった。
「支倉丁」の東端（北緯38度16分1.2秒 東経140度51分41.6秒 / 北緯38.267000度 東経140.861556度）は北一番丁と接続した。他方、「支倉丁」の北端（北緯38度16分6.2秒 東経140度51分37.3秒 / 北緯38.268389度 東経140.860361度）は北二番丁から北側に向かう「支倉通」が通り、当初は恩慶寺を北端とした。「支倉通」は「支倉丁に通じる道」という意味である。「支倉通」の沿道は北六番丁以南が侍町だった。後に支倉通は、北山五山の資福寺門前の北山通まで延長された。
いずれかの時期に、「支倉丁」は「支倉町」の表記で定着した。1896年（明治29年）9月8日に仙台市の東北学院に赴任してきた島崎藤村は当初、仙台駅前の旅館「針久」支店に投宿し、同月中に「池雪庵」に転居するが、10月には（当時の住所で）支倉町10番地（北緯38度16分2.2秒 東経140度51分38.1秒）の田代家に転居した。10月25日に母が死去して一時的に仙台を離れるが、この広瀬川を望む崖上の田代家で藤村の詩作が始まった。
1902年（明治35年）に（旧制）第二中学校（後に元支倉丁沿いに移転→現・宮城県仙台第二高等学校）が建設される際に「支倉通」の北六番丁から北七番丁までの区間が同校の敷地に転用され、1911年（明治44年）に 県立宮城病院（現・東北大学医学部および東北大学病院）が移転してきた際にも「支倉通」の北四番丁から北六番丁までが転用されたため、「支倉通」は北四番丁から北七番丁までの区間が失われ、南北に分断された。
1927年（昭和2年）4月1日には仙台市電が後に西公園通と命名される新道沿いに開通したため、交通の利便性の高い地区になった。
1948年（昭和23年）に東北大学医学部に入学した斎藤宗吉（作家：北杜夫）は、1953年（昭和28年）までの5年間を仙台市で過ごしたが、支倉町で下宿をしていたと自身の随筆に記している。
1970年（昭和45年）に実施された住居表示により、東側の西公園通、北側の北四番丁（国道48号）、西側の支倉通、南側の広瀬川に囲まれた複数街区をもって「支倉町」（はせくらまち）と命名された。すなわち、従前の支倉町全域、および、北一番丁、北二番丁、北三番丁、北四番丁、支倉通の各々一部が「支倉町」に含まれた。
1976年（昭和51年）3月31日、仙台市電が廃止された。市電の北二番丁車庫は後に仙台市交通局木町通駐車場に転用され、多数の系統が集まる仙台市営バスのターミナル化した。
「元支倉丁」は「本支倉丁」「元支倉町」「川内元支倉丁」とも表記されていくが、街区をもとに住所が決められた現在は道路名としても住所としても使用されていない。ただし、「元支倉丁」とは全く別の場所の住所として「川内元支倉」が現在使用されている。

## 交通

### バス
仙台市営バスのバスターミナルが存在するためバスによる交通の便は極めてよい。
- 仙台市営バス - 交通局大学病院前

### 道路
- 国道48号
- 西公園通

## 施設
- 七十七銀行大学病院前支店
- 仙台市交通局木町通駐車場
- 宮城県建設産業会館
- 仙台青葉服飾専門学校
- ホテルグリーンライン
- ドレメファッション芸術専門学校
- 支倉保育所
- 本願寺仙台別院

## 出身著名人

### 政治・経済・行政
- 梅原克彦（官僚、政治家） - 公選第15代仙台市長（在任期間：2005年8月22日 - 2009年8月21日）

### ゆかりのある人物
- 氏家榮一（銀行家）[15] - 七十七銀行頭取。氏家照彦の父。
- 氏家清吉（宮城県多額納税者、政治家、銀行家）[15] - 七十七銀行頭取。貴族院議員。

住所が支倉町。氏家榮一の父。